# Ana Aslan
Ana Aslan (1 de janeiro de 1896 — 8 de maio de 1988) foi uma cientista romena

## Biografia
Romena de ascendência armênia, Ana Aslan formou-se em medicina em 1924 e anos mais tarde, em 1945, ingressou na Universidade de Timişoara, na Romênia, como professora. No entanto, foi a descoberta de uma “poção mágica” que colocou o seu nome no rol dos grandes cientistas.
Ana Aslan ficará para a história como a mulher que esteve mais próximo de conseguir o tão desejado elixir da eterna juventude. No final da década de 40, começou a descobrir os efeitos miraculosos da procaína, um anestésico usado tradicionalmente pelos dentistas. A partir daí, a cientista dava o primeiro grande passo de uma carreira de sucesso. Depois de ter reparado que quem usava o anestésico manifestava um melhor bem-estar, a cientista começou por desenvolver a sua fórmula que prometia a beleza e a felicidade aos que tivessem acesso ao seu tratamento, de valor astronômico.
O tratamento à base de Gerovital H3 (GH3) trouxe-lhe a fama e ajudou muitas personalidades famosas a cultivarem o glamour e a beleza a que a vida pública obriga. Entre os seus pacientes estiveram nomes famosos que vão desde as mais belas divas do cinema até aos mais déspotas dirigentes políticos, como Marilyn Monroe, Marlene Dietrich, Claudia Cardinale, Salvador Dalí, Pablo Picasso, Pablo Neruda, John Kennedy, Suharto e Mao Tse-Tung, que foram alguns dos que não conseguiram resistir à tentação do mágico GH3.
O GH3, que nos últimos 50 anos já foi usado por milhões de pessoas, dilata e limpa suavemente as artérias sangüíneas, melhorando a circulação por todas as partes do corpo. Desse modo, a substância atua não só ao nível do aspecto exterior, como também ao nível interno, proporcionando aos seus utilizadores uma vida mais ativa e, ao mesmo tempo, repleta de bem-estar.
Com um contributo inegável para o combate ao envelhecimento e aos problemas a ele associados, Ana Aslan ocupou os cargos de Diretora-geral do Instituto Nacional de Gerontologia e Geriatria em Bucareste, na Romênia, em 1952, e cinco anos mais tarde passou a integrar a Associação Internacional de Gerontologia, nos Estados Unidos.
Em 1968, tornou-se membro do quadro da Academia de Ciências de Nova York, e dez anos depois foi nomeada delegada nacional de Gerontologia para a Assembléia nas Nações Unidas. Em 1971, foi distinguida com a cruz de mérito da 1ª classe, da Ordem de Mérito da República Federal da Alemanha, e em 1974 foi condecorada pela Ordem Les Palmes Académiques de Paris, e nesse mesmo ano foi eleita membro da Academia Romena. Em 1977 recebeu a condecoração Mérito della Republica, Grau de Comandante, na Itália, entre muitas outras distinções que premiaram o seu importante contributo para a luta contra o envelhecimento.